# Меј Фајнголд
Мејтал Слонимски, познатија под уметничким именом Меј Фајнголд (хебр. מיי פיינגולד‎; Ришон Лецион, 16. децембар 1982) израелска је певачица која углавном изводи софт рок, алтернативни рок и поп музику.
Широј јавности у својој земљи постала је позната након учешћа у седмој сезони музичког талент такмичења Кохав нолад (Звезда је рођена) 2009. године, где је заузела треће место у финалу.
Меј је представљала Израел на Песми Евровизије 2014. у Копенхагену са песмом Same Heart коју је извела на енглеском и хебрејском језику. Иако је песма уочи такмичења важила за једног од фаворита за висок пласман, Израел је такмичење завршио на последњем месту у другом полуфиналу са свега 19 освојених бодова.